# 南票铁路
南票铁路，为连接辽宁省锦州市和辽宁省葫芦岛市南票区的铁路，全长31公里，线路尽头接南票矿区铁路，始建于1915年，后拆除，1959年重建。全线原有7个车站，现仅有何三家站、南票站两站。
南票铁路原有两次由锦州站发往南票站的旅客列车，目前停开。
由于在中国铁路的售票系统中，南票线的客运里程由锦州站算起，但实际的线路里程由女儿河站算起，所以线路图里程均由女儿河站算起并减去11KM。（减去锦州-女儿河区间线路里程）

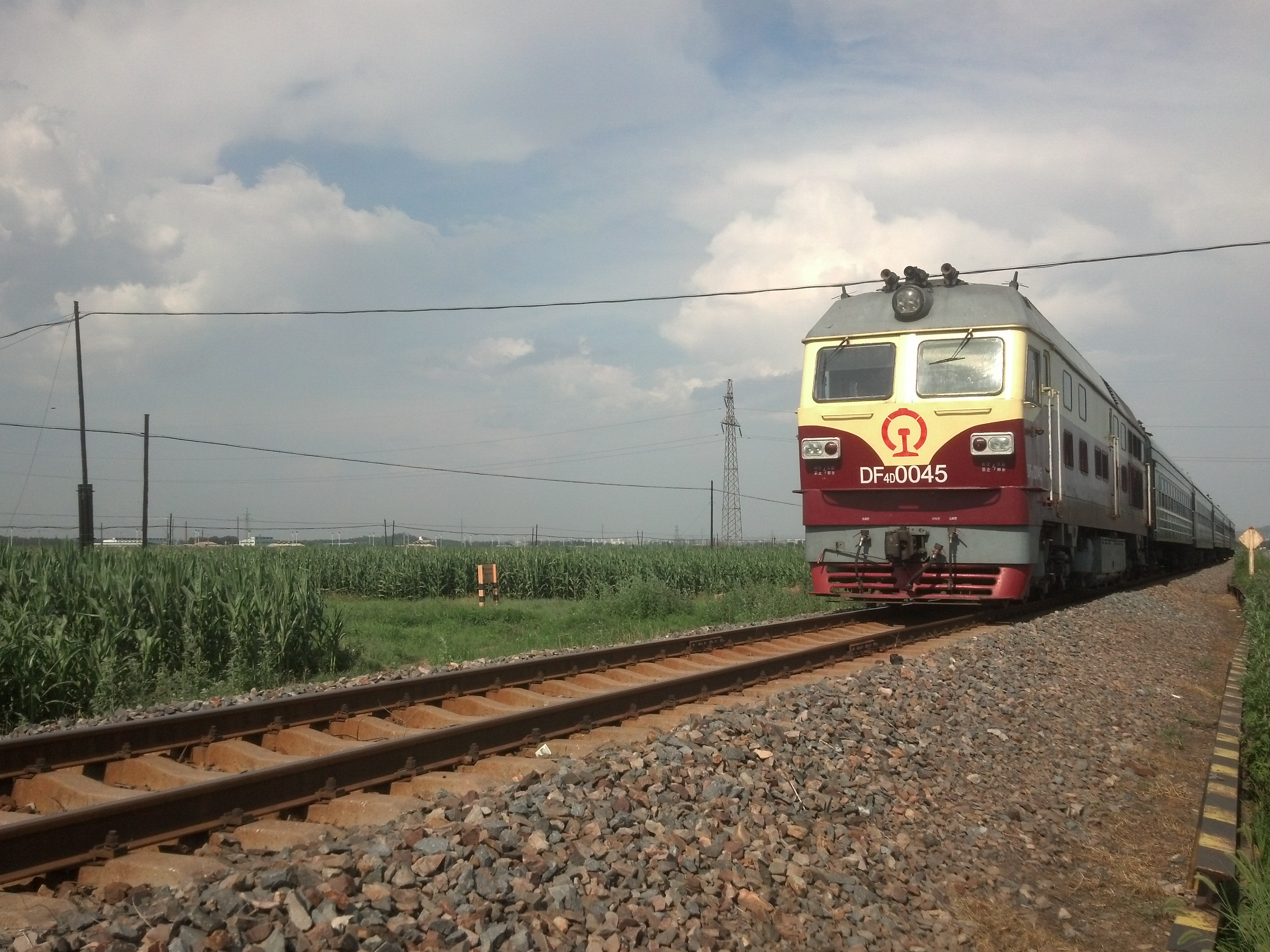
DF4D-0045号机车，配属沈阳铁路局锦州机务段牵引4253次旅客列车，运行在南票铁路女儿河至金场堡区间